# 京急メモリアル
株式会社京急メモリアル（けいきゅうメモリアル）は、葬祭の請負事業を行う京浜急行電鉄（京急）グループの会社である。

## 斎場
- 京急メモリアル 金沢文庫斎場
  - 横浜市金沢区　京急本線金沢文庫駅前
    - 2004年12月28日に、同じ横浜市金沢区の国道16号君ヶ崎交差点前の寺前から、現在地の谷津町に移転。
- 京急メモリアル 上永谷斎場
  - 横浜市港南区　横浜市営地下鉄上永谷駅
- 京急メモリアル 久里浜斎場
  - 横須賀市久里浜　京急久里浜線京急久里浜駅

## その他
- 同じ京急グループの京急サービスの100%子会社の葬儀社である。